# Cyclops setiger
Cyclops setiger – gatunek widłonoga z rodziny Cyclopidae. Nazwa naukowa gatunku została po raz pierwszy opublikowana w 1869 roku przez niemiecko-szwajcarskiego entomologa Heinricha Freya.